# Fuhlendorf, Segeberg
Fuhlendorf là một đô thị ở huyện Segeberg, bang Schleswig-Holstein, Đức. Đô thị Fuhlendorf, Segeberg có diện tích 6,49 km², dân số thời điểm ngày 31 tháng 12 năm 2006 là 397 người. Sân bay ở đây là nơi đóng quân của một trong năm đội trực thăng Cảnh sát Liên bang Đức.
helicopter squadrons.